# Жуана Мортагуа
Жуана Родрігеш Мортагуа (порт. Joana Rodrigues Mortágua; нар. 24 червня 1986, Алвіту, Бежа, Португалія) — португальська політична діячка. Одна з найвідоміших лідерів Лівого блоку, з 2015 року є депутатом Асамблеї Португальської Республіки, представляючи Сетубал. Ідеологічно визначає себе як переконану марксистку.

## Сім'я й освіта
Народилася 24 червня 1986 року в Алвіту (округ Бежа) у сім'ї революціонера-антифашиста Камілу Мортагуа, противника диктаторського режиму «Нової держави», поваленого Революцією гвоздик 1974 року. Її сестра-близнючка Маріана Мортагуа також є депутатом Асамблеї Республіки від Лісабона.
Здобула ступінь у галузі міжнародних відносин зі спеціалізацією з Латинської Америки Вищого інституту соціальних і політичних наук (ISCSP) Лісабонського університету.

## Політична діяльність
Політичну активність виявила у 15 років, коли стала волонтеркою Асоціації за справедливість і мир (Associação Justiça e Paz) — організації, що базується в Коїмбрі, яка захищає права людини, зокрема жінок. У середній школі була представником учнів в органах шкільного самоврядування. Пізніше брала активну участь у різних студентських рухах, зокрема боротьбі проти Болонського процесу. Працювала у Фонді Ернесто Роми, який займається боротьбою з діабетом.

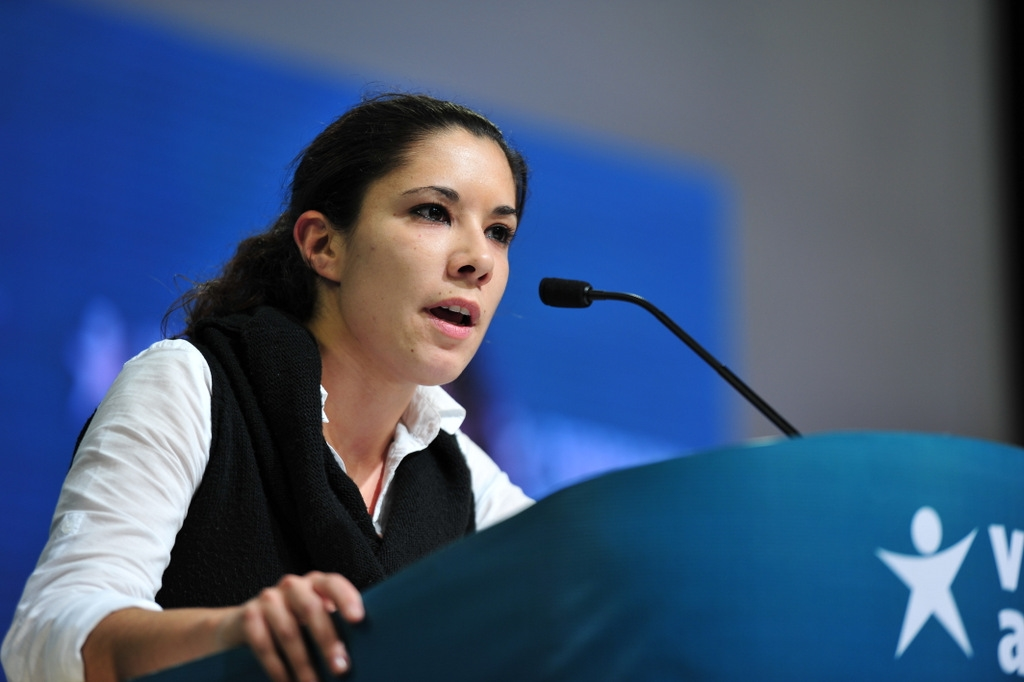
Жуана Мортагуа у 2012 році

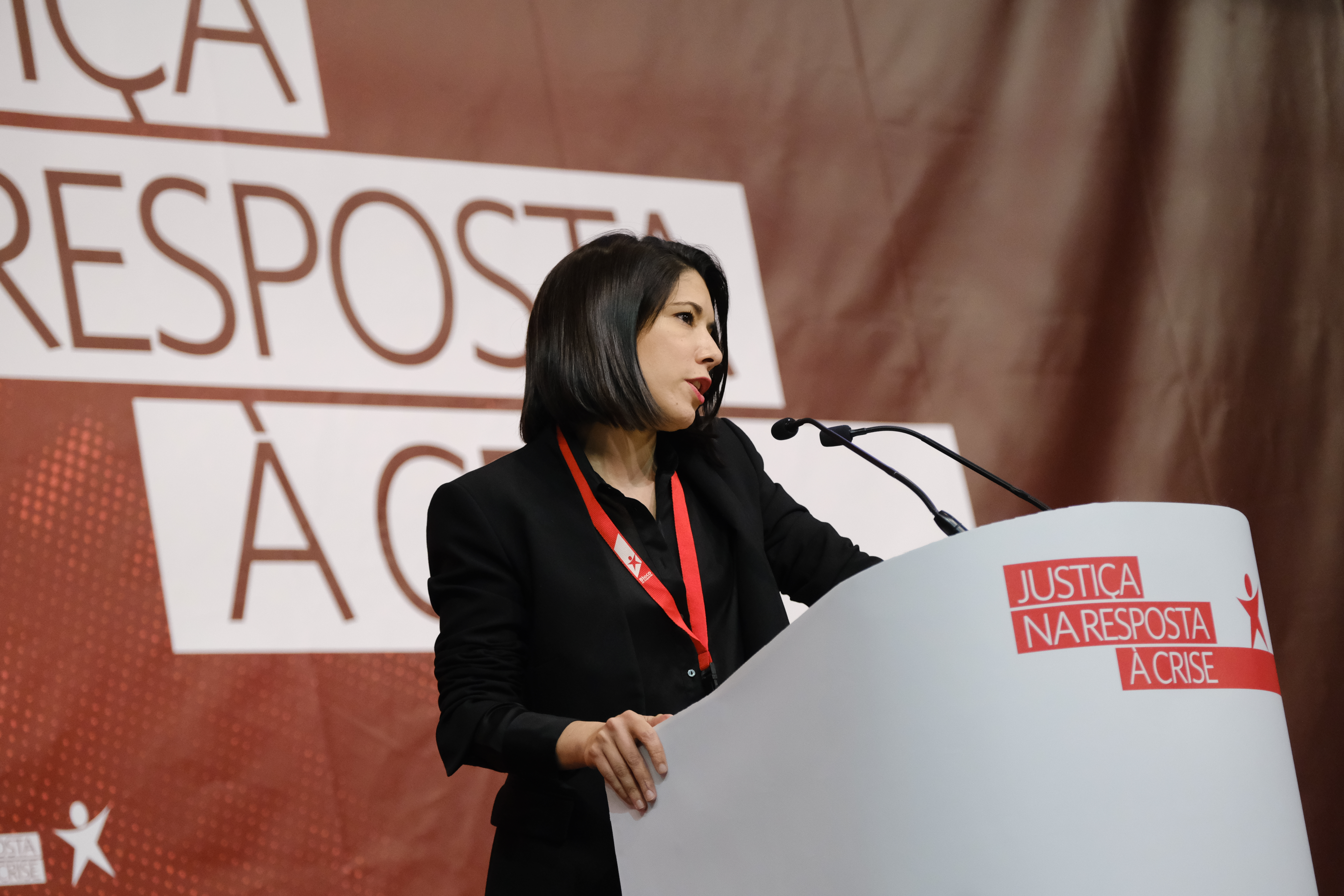
Жуана Мортагуа у 2021 році

У 18 років вступила до Лівого блоку і брала активну участь у кампанії з декриміналізації абортів. Всередині партії з 2010 до 2015 рік очолювала одну з її складових — політичну асоціацію «Народний демократичний союз», яка веде свою історію від маоїстської партії. Жуана Мортагуа входить до Національної ради, Політичної комісії та Національного секретаріату Лівого блоку. Приєдналася до течії «Альтернативні ліві», створеної Луїшем Фазендою та Педру Філіпе Суарішем, опинившись таким чином на протилежному до своєї сестри крилі партії.

Вона очолювала список кандидатів від Лівого блоку у виборчому окрузі Евора на парламентських виборах 2009 року, але тоді її не обрали. На муніципальних виборах 2013 року очолила список кандидатів від Лівого блоку в муніципалітеті Алмада, але змогла перемогти лише у 2017 році та переобратися у 2021 році.

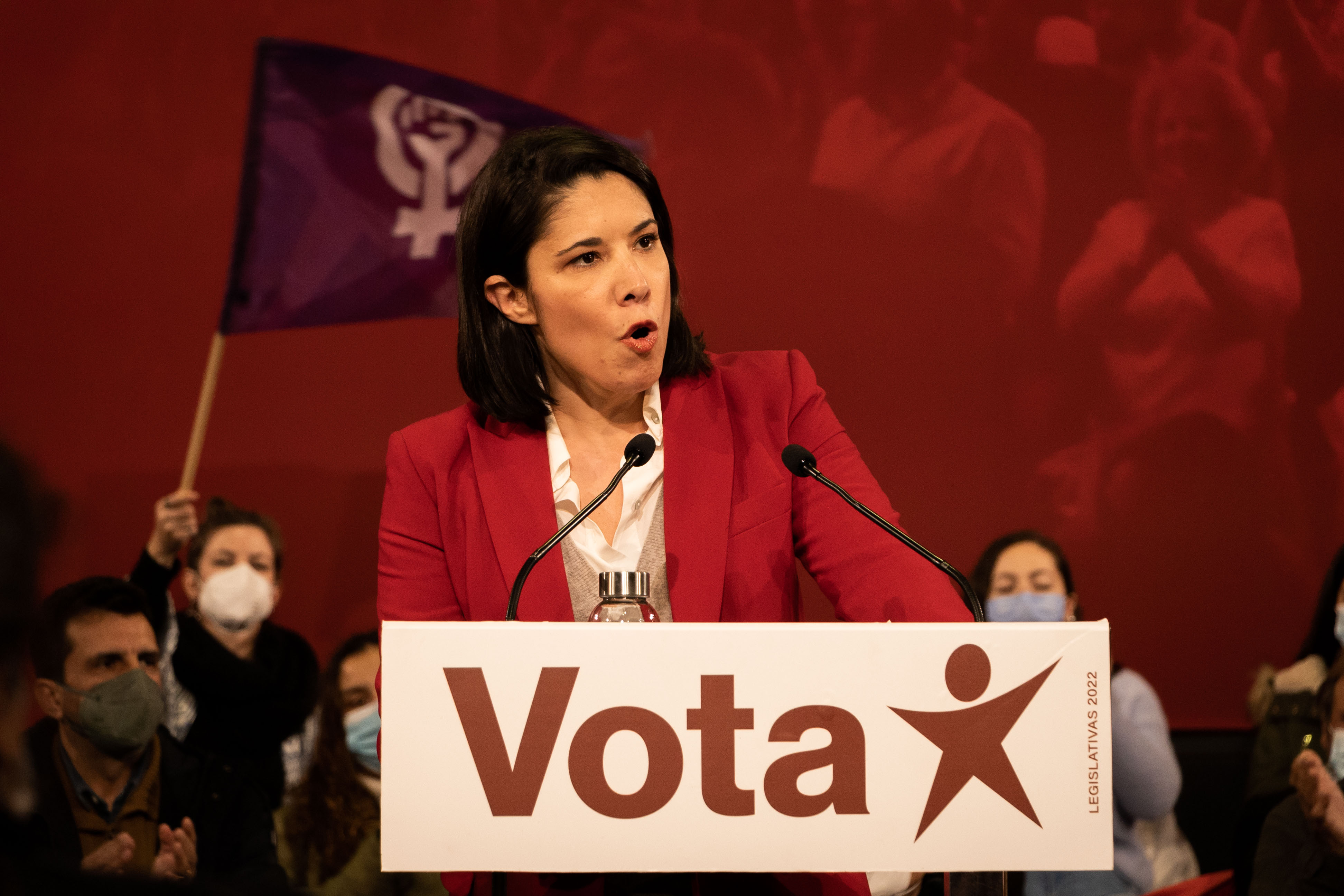
Жуана Мортагуа у 2022 році

На парламентських виборах 2015 року її обрали депутатом від округу Сетубал, переобрано у 2019 році та у січні 2022 року. Вибори 2022 року, оголошені достроково прем'єр-міністром Антоніу Коштою після того, як Лівий блок та Комуністична партія Португалії не підтримали його бюджет, принесли невтішний результат для Лівого блоку, у якого з 19 депутатів у колишньому скликанні залишилося лише п'ятеро, проте Мортагуа і її сестра, що пройшла округом Лісабона, свої мандати зберегли.
В Асамблеї Республіки Мортагуа координувала парламентську групу Лівого блоку в Комітеті з освіти, науки, молоді та спорту та входила до Комітету з праці та соціального забезпечення. 2015 року була членом переговорної групи, яка визначила спільну позицію Лівого блоку та Соціалістичної партії Кошти, проклавши шлях до формування соціалістичного уряду. Вона також виступає одним з організаторів Руху демократичної школи (порт. Movimento Escola Democrática), що відстоює розширення участі учнів у прийнятті рішень, зокрема щодо змісту шкільної програми.